# Шаталов, Николай Андреевич
Никола́й Андре́евич Шата́лов (9 мая 1934, Центрально-Чернозёмная область, — 8 февраля 2010, Московская область) — советский военачальник, командир 1-го корпуса ПВО особого назначения (1980—1985), заместитель командующего 1-й армией ПВО Особого назначения по боевой подготовке ордена Ленина Московского округа ПВО (1985—1989), генерал-майор.

## Биография
Родился 9 мая 1934 года в селе Калиново Верхне-Карачанского района Центрально-Чернозёмной области (ныне — Грибановского района Воронежской области).
В 1952 году окончил среднюю школу в станице Нововеличковская Краснодарского края и поступил в Гомельское радиотехническое училище ПВО, которое окончил в 1954 году.
По окончании училища с 1954 года служил в войсках ПВО страны в должностях старшего техника, заместителя начальника группы, начальника группы, заместителя начальника радиоцентра, начальника радиоцентра, начальника штаба зенитного ракетного полка, командира зенитного ракетного полка.
В 1969 году окончил Всесоюзный заочный политехнический институт. Поступил в Военную командную академию ПВО (ныне — Военная академия воздушно-космической обороны имени Маршала Советского Союза Г. К. Жукова) в городе Калинин (ныне — Тверь), которую окончил в 1976 году.
В 1976—1980 годах — начальник оперативного отдела штаба 1-го корпуса ПВО особого назначения (ОсН), а затем — заместитель командира 1-го корпуса ПВО ОсН 1-й армии ПВО Особого назначения (1А ПВО ОсН) ордена Ленина Московского округа ПВО (штаб корпуса — в деревне Петровское Ленинского района Московской области.
В 1980—1985 годах — командир 1-го корпуса ПВО ОсН 1А ПВО ОсН.
Являясь командиром одного из четырёх корпусов 1-й армии ПВО Особого назначения, принимал непосредственное участие в перевооружении зенитных ракетных полков корпуса на зенитные ракетные комплексы (ЗРК) нового поколения С-300, которые 1 июля 1982 года заступили на боевое дежурство по охране воздушных рубежей столицы СССР — города Москвы. 7 сентября 1982 года войсковые части, оснащённые новыми ЗРК, выполнили боевые стрельбы в ходе тактических учений на полигоне Капустин Яр.
Указом Президиума Верховного Совета СССР от 18 ноября 1982 года за успешное освоение новой техники и высокие показатели в боевой подготовке 1-я армия ПВО Особого назначения награждена орденом Красного Знамени и стала именоваться Краснознамённой.
С октября 1985 по август 1989 года — заместитель командующего 1-й армией ПВО Особого назначения по боевой подготовке — начальник отдела боевой подготовки (штаб армии — в городе Балашиха Московской области).
С августа 1989 года генерал-майор Н. А. Шаталов — в запасе.
Будучи на пенсии, работал во Всероссийском научно-исследовательском институте межотраслевой информации (ВИМИ).
Жил в Балашихе. Умер 8 февраля 2010 года.
Воинские звания:
- генерал-майор артиллерии (14.02.1980);
- генерал-майор (26.04.1984).

## Награды
- Орден Красной Звезды;
- медали СССР.